# Relaxnews
Relaxnews è un'agenzia di stampa dedicata alle notizie sull'ozio (leisure in lingua inglese).

## Storia
Relaxnews è stata fondata a Parigi nel 1998 da Pierre Doncieux, già caporedattore e condirettore di “Vogue”, “Lui” e “VSD”.
Nel 2000, Jerome Doncieux, ex direttore esecutivo di “Euro RSCG France” e direttore dell'”Association of Agency-Advice in Communication” (AACC), si unisce a suo fratello.
Membro della Federazione francese delle agenzie di stampa, Relaxnews, si presenta come la prima agenzia di stampa dedicata all'ozio.. Tale società, si è orientata e specializzata in questo campo, proprio per andare incontro alla grande richiesta di notizie ed informazioni in tale ambito. Difatti, in base ad una ricerca effettuata dall'”Opinion Way Institute” nel maggio 2006, il 79% della popolazione francese, trova interesse nell'informazione sull'ozio..
Relaxnews, ha inoltre ricevuto nel 2004, l'etichettatura  “RIAM”, la quale premia i progetti innovativi in ambito multimediale e audiovisivo. Il progetto della “Relaxnews, “Relaxmultimedia” è stato realizzato col contributo dell'agenzia di stampa francese (AFP) e dell'Università di La Rochelle.

## Prodotti
- Il "filorelax"

Lanciato nel 2006, il "filorelax" è il primo filo informativo dedicato all'ozio. Esso va a ricoprire quattro categorie: benessere, casa, divertimento e turismo..
- Il "relax adhoc"

Concerne tanto contenuti editoriali (concetti, testi, immagini) quanto la produzione di composizioni personali, articoli, dossier, supplementi e pubblicazioni speciali. Quanto sopra, è disponibili su stampa, web o telefono cellulare..